# Villa Cildáñez
Villa Cildáñez, Barrio Cildáñez o conocida antiguamente como la Villa 6 es una villa miseria ubicada al sur de la Ciudad Autónoma de Buenos Aires, Argentina. 

## Historia
Su comienzo se sitúa en 1940 cuando la ex Villa La Lonja (Villa 5), se extendió hacia el norte de la construcción de la Autopista Dellepiane. Villa Cildáñez es considerada como una extensión de la extinta Villa La Lonja.
El Plan de erradicación de Villas de Emergenciaes ejecutado por la dictadura de Juan Carlos Onganía. En el marco de este operativo se procede a desalojar forzosamente a las villas de la Ciudad de Buenos Aires, en la mayor parte de los casos por métodos violentos y atemorizando a la vecinos. Villa Cildáñez no es de las primeras erradicadas, con lo cual inicialmente recibe familias desalojadas de otros asentamientos, y luego se enfrenta al desalojo ella misma. Muy pocas familias lograron mantenerse.
Estos operativos también destruyeron la infraestructura colectiva obtenida en años anteriores. Villa La Lonja fue erradicada en 1969., Cildáñez era objeto del mismo plan, pero logró resistir.
El 2 de diciembre de 1980, el Juez, Dr. Calatayud, dictó la medida cautelar a favor de las familias que demandaron a la Municipalidad de la Ciudad de Buenos Aires, esto significó un freno final al cualquier nuevo intento de erradicación del barrio. Esta fecha es de vital importancia para el barrio ya que marcó un rumbo sin precedentes y es considerada como el día del nacimiento de la Villa Cildañez.
Actualmente forma parte de un programa de urbanización del Gobierno de la Ciudad de Buenos Aires para una serie de mejoras en infraestructura, asfaltado, mejoramiento de señalética indicadoras de calles y decoraciones artísticas.

## Ubicación
Villa Cildáñez está ubicada en el barrio porteño de Parque Avellaneda, dentro de la Comuna 9, tiene una superficie de 10.24 hectáreas y una población de 14.000 personas. Se encuentra delimitada por la Av. Dellepiane Norte, Av. Escalada, Echeandía, Mozart y ocupa unas 8 manzanas.